# رافائلا فولیه
رافائلا فولیه (ایتالیایی: Raphaela Folie؛ زادهٔ ۷ مارس ۱۹۹۱) بازیکن والیبال زن اهل ایتالیا است. وی در بازی‌های المپیک تابستانی ۲۰۲۰ شرکت کرده‌است.